# Abbaye des Vaux en Ornois
L'abbaye des Vaux en Ornois ou abbaye d'Évaux, située à Saint-Joire dans la Meuse, en France, est une abbaye cistercienne fondée en 1130.

## Histoire
L'abbaye des Vaux en Ornois ou abbaye d'Évaux est créé en 1130, par Ebal comte de Montfort, Thibaut II de Champagne et l'abbé Bardoni de l'abbaye de la Crête, sur le ban du village de Frescourt, disparu au XVIIe siècle situé à Saint-Joire dans la Meuse, en France. Elle occupait tout le territoire compris entre l'Ornain et le lieu-dit aux Courtes Dixmes. 
Elle est incendiée en 1568 pendant les guerres de Religion puis pillée en 1575. La guerre de Trente Ans amène de nouveaux ravages et le village est dévasté une première fois le 22 juillet 1636 par la cavalerie de Charles IV de Lorraine et le 24 décembre de la même année par une troupe suédoise, alliée de la France, qui occupe le village durant quarante jours.
Ses biens sont finalement confisqués en 1791 lors de la Révolution. Des pierres furent réemployées dans des maisons de Demange, Saint-Joire et Houdelaincourt.
L'histoire de l'abbaye est donnée dans un article de la Société d'Archéologie lorraine de 1882.

## Architecture et description
Il ne reste plus rien de cette abbaye, le cimetière monacal ayant été détruit en 1841 lors du percement du canal de la Marne au Rhin. L'église de Gondrecourt possédait un baldaquin provenant de l'autel de l'abbaye, des panneaux en l'église de Guerpont. Dom Guyton a décrit les armoiries de l'abbaye.

## Filiation et dépendances
De la lignée de Morimond, Vaux-en-Ornois est fille de l’abbaye de la Crête et mère de celle d’Écurey fondée en 1144 par Geoffroy III de Joinville sur le territoire de  Montiers-sur-Saulx.

## Liste des abbés
- Dominique ~1341[5].
- Jacob ~1428;
- 15 : Jean de Paris ?- 1386.
- 16 :Jean de Troussey 1386-1404.
- 17 : Olry de Challebrague ou Chalbrogue

## Dalle de Jean de Troussey
Elle se trouve au musée de Bar-le-Duc, elle provient d'un devant d'âtre d'une cheminée du village de Baudignécourt. Elle est longue de 2,32 × 0,85 m.